# Charkiv

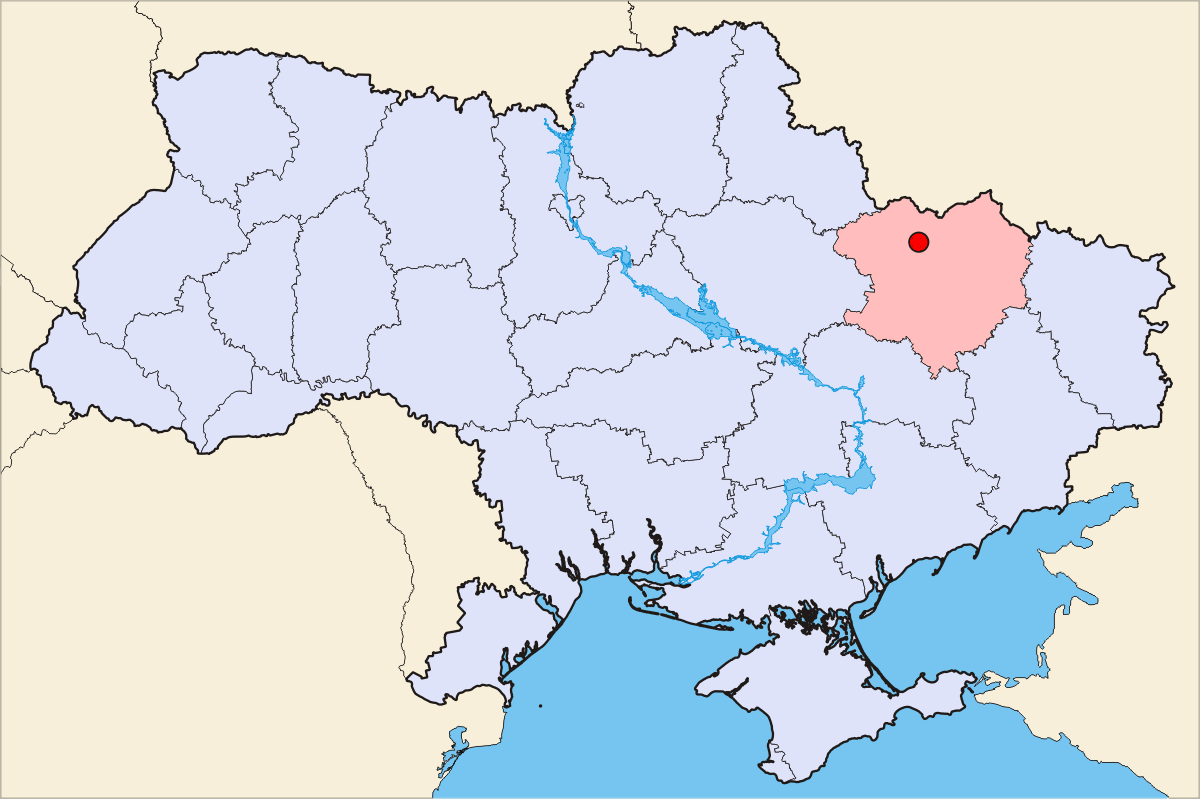
Charkivs läge i Ukraina.

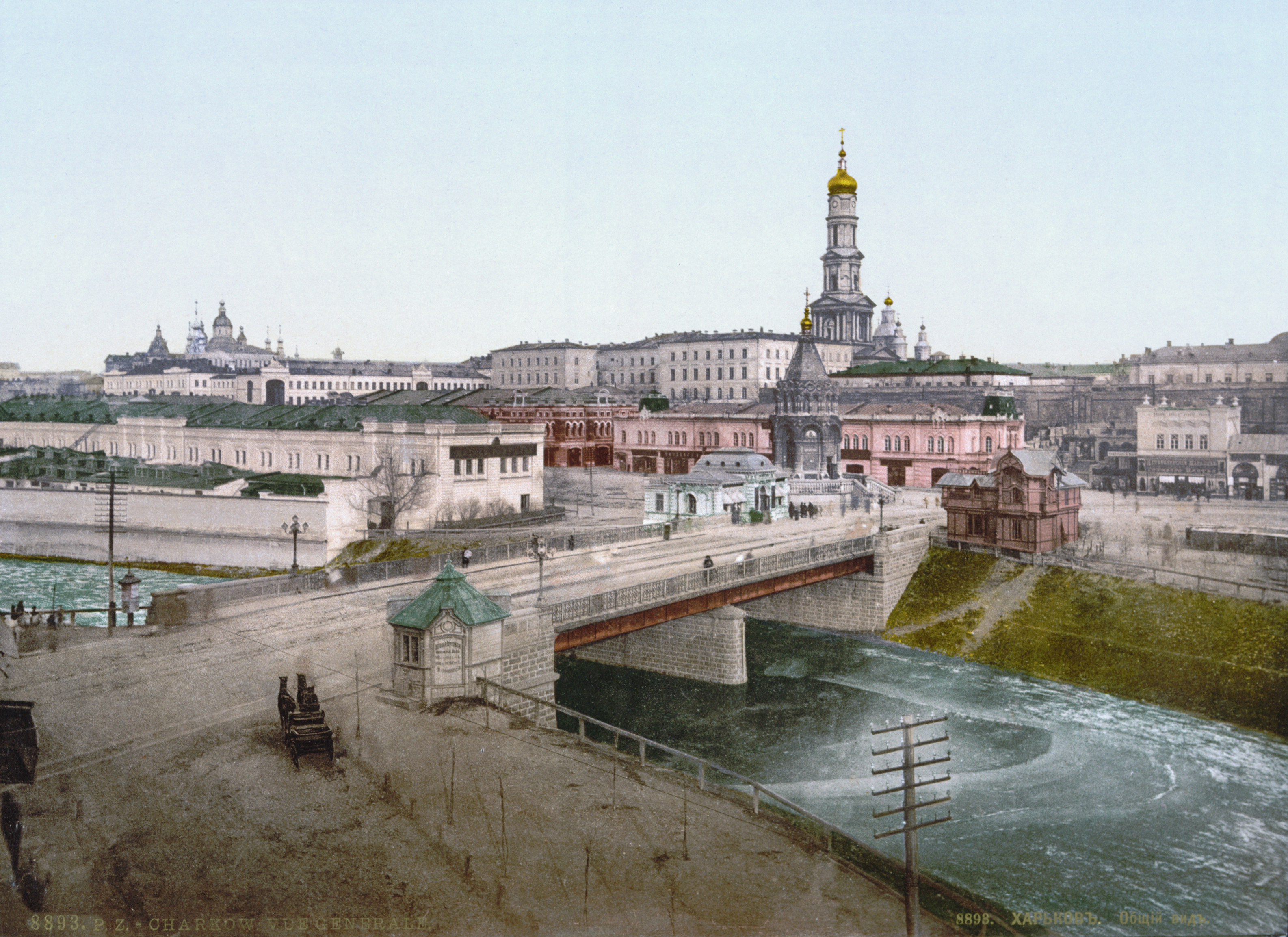
Charkiv på 1890-talet.

Charkiv (ukrainska: Ха́рків [ˈxɑrkiu̯] ( lyssna)) eller Charkov (ryska: Ха́рьков [ˈxarʲkəf] ( lyssna)) är den näst största staden i Ukraina. Staden har cirka 1,4 miljoner invånare och ligger i nordöstra delen av landet, där floderna Charkiv, Lopan och Udy flyter samman. Funktionen som järnvägsknut är av stor betydelse, liksom den mekaniska industrin, med tillverkning av bland annat traktorer, motorer, turbiner och annan industriell utrustning. Charkiv är också betydande som kulturellt centrum, tack vare universitet, högskolor och konstnärliga institutioner. Staden är huvudort i Charkiv oblast.

## Etymologi
Namnet Charkiv kommer troligen från floden Charkiv. Enligt en rysk historiker kan namnet härledas till en kumansk bosättning, som låg i närheten av den nuvarande staden. En legend förtäljer att staden har fått sitt namn efter kosacken Charko.

## Historia

### Fram till medeltiden
Charkivs omgivningar har varit bosatta sedan bronsåldern. Skytiska och sarmatiska lämningar har återfunnits vid arkeologiska utgrävningar.
Under 1200- till 1600-talen dominerades stäppen runt nuvarande Charkiv av kumaner och senare tatarer. Charkivs grundande skedde 1654/1655 när ukrainska kosacker under ledning av Ivan Karkatj byggde en befäst bosättning vid floderna Charkiv och Lopan. Formellt löd de under den ryske militärguvernören, men kosackerna hade självstyre fram till Peter den stores regeringstid. År 1655 uppgick befolkningen till omkring 2 000 invånare, varav 600 kosacker.

### 1700- och 1800-talet
Befästningen växte under 1700-talet och till följd av hetmanen Ivan Mazepas uppror under kriget mellan Ryssland och Sverige utökade Peter den store fästningen år 1708 och belade kosackbefolkningen med restriktioner och skatter.
År 1724 hade staden 61 gator och 1 300 gårdar. Efterhand som Ryssland drog sig söderut förändrades Charkiv från militär utpost till handelscentrum. Staden drabbades av Rysslands krig med Turkiet, Sverige och Polen, vilket dränerade staden på dess kosackbefolkning och utsatte den ekonomiskt. Stora delar av staden förstördes i en brand år 1733 och under åren 1738 och 1741 härjade pesten. Charkiv återhämtade sig dock tack vare sitt strategiska läge, och utvecklades till en handels- och kulturknutpunkt.
Charkivs universitet grundades år 1805, vilket medförde att staden även blev ett viktigt utbildningscentrum. Under 1800-talet grundades bland annat fyra gymnasier för pojkar, en realskola, ett veterinärinstitut, ett tekniskt institut och ett handelsinstitut. Under perioden 1890-talet till 1930-talet ritade arkitekten Oleksij Beketov flera av stadens viktigaste byggnader.

### Under Sovjetunionen
Efter det att röda armén besegrat den vita generalen Anton Denikin i december 1919 blev Charkiv huvudstad i Ukrainska SSR och under åren 1920–1934 förflyttades den ukrainska centralkommittén, ukrainska kommunistpartiet, folkkommissariatet och fackföreningar till staden. Flera viktiga vetenskapsinstitutioner förflyttades till Charkiv under åren 1920–1934, liksom flera förlag. Ett flertal museer öppnades.
Som huvudstad i Ukrainska SSR under mellankrigstiden växte Charkiv mer än andra sovjetiska städer med ett nytt administrativt centrum, industrier, kulturbyggnader och bostadsområden. Spårvägsnätet utökades och buss- och trådbusslinjer infördes. Industrierna, som hade förstörts under ryska revolutionen och Sovjet-ukrainska kriget 1917–1921, återuppbyggdes och följdes av en ökande industrialisering med bland annat en traktorfabrik, en verktygsfabrik och en turbinfabrik och de redan existerande industrierna ökade sin produktion. Samtidigt som nya byggnader uppfördes, förstördes flera historiska byggnader under 1930-talet.
Under andra världskriget drabbades Charkiv av stora skador. När tyska armén ryckte fram mot staden demonterades och evakuerades flera av industrierna och institutionerna och över 400 000 av invånarna österut. Järnvägar, kraftstationer, vattenledningar och andra installationer sprängdes av de sovjetiska trupperna. De tyska trupperna intog staden den 25 oktober 1941, varefter staden blev en frontzon.
Röda armén återtog Charkiv den 16 februari 1943, höll den till den 15 mars och fick permanent kontroll den 23 augusti samma år. Befolkningen uppgick då till mellan 160 000 och 192 000 invånare. 
Återuppbyggandet av staden inleddes direkt efter andra världskriget och pågick i ett antal år.

### Under Ukraina
Efter Sovjetunionens upplösning 1991 uppstod nya organisationer inom kultur- och utbildningssektorerna. I och med att planekonomin upphörde minskade stödet till den statsägda industrin och leveranserna från de forna sovjetrepublikerna avbröts, vilket drabbade Charkiv särskilt hårt, då staden hade en stor andel militärindustri. En omställning av industrin till civil produktion genomfördes och industrisektorn kunde långsamt återhämta sig och servicesektorn expanderade genom enskilda initiativ. Charkiv kom också att bli en ledande stad inom den ukrainska banksektorn.

## Ekonomi
Charkiv är Ukrainas viktigaste centrum för tillverkning av maskiner, till exempel turbiner, schaktmaskiner, traktorer, kullager, lyftkranar, cement och natriumhydroxid. Andelen industrier inom energisektorn har minskat sedan Sovjettiden och istället har livsmedelsindustrin ökat. Av stadens över 450 industriföretag är flera bland Ukrainas största fabriker. Antalet industriarbetare i staden uppgick år 2001 till 600 000.

## Forskning och utbildning
I Charkiv finns flera universitet och högskolor, till exempel Charkivs universitet, Charkivs polytekniska institut, Charkivs jordbruksuniversitet, Charkivs statliga veterinärakademi, medicinskt universitet och pedagogiskt universitet. Bland de mer framstående vetenskapliga instituten återfinns Ukrainas nationella vetenskapsakademi.

## Nordiska personer med anknytning till Charkiv
- Carl Henrik Klick (1753-1808), svensk officer känd för sin medverkan i Anjalaförbundet, dog i Charkiv.
- Knut Stjernvall (1819-1899), som generalinspektör för krono- och enskilda järnvägar i Ryssland närvarande vid Borkikatastrofen utanför Charkiv den 29 oktober 1888
- Frans Edvard Edelheim (1848-1909), järnvägsbyggare bl.a. i Charkiv
- Eva Hortensia Synnerberg (1856-1920), operasångerska och sångprofessor vid ryska statens musikkonservatorium i Charkiv; dog i Charkiv
- Eugen Schauman (1875-1904), förövade den 16 juni 1904 ett attentat mot det dåvarande ryska storfurstendömet Finlands ryske generalguvernör Nikolaj Bobrikov i Helsingfors senatshus; född i Charkiv
- Gustaf Mannerheim (1867-1951), Finlands statschef i två omgångar, Finlands överbefälhavare i samtliga krig fram till 1945, studerade ryska i Charkiv
- Maria Quisling (1900-1980), Vidkun Quislings äkta maka, född i Charkiv

## Bildgalleri

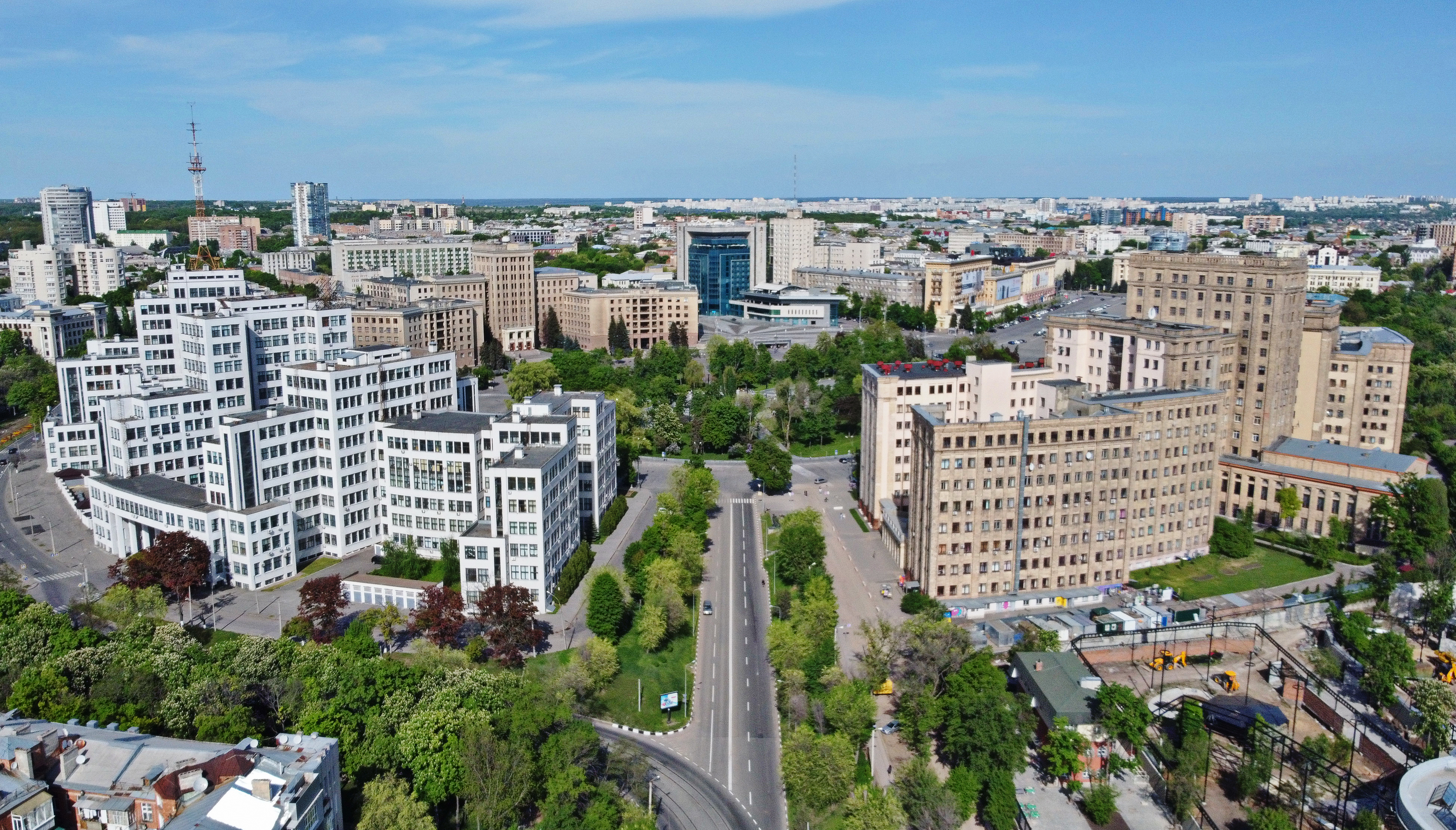
Panorama över centrala Charkiv.
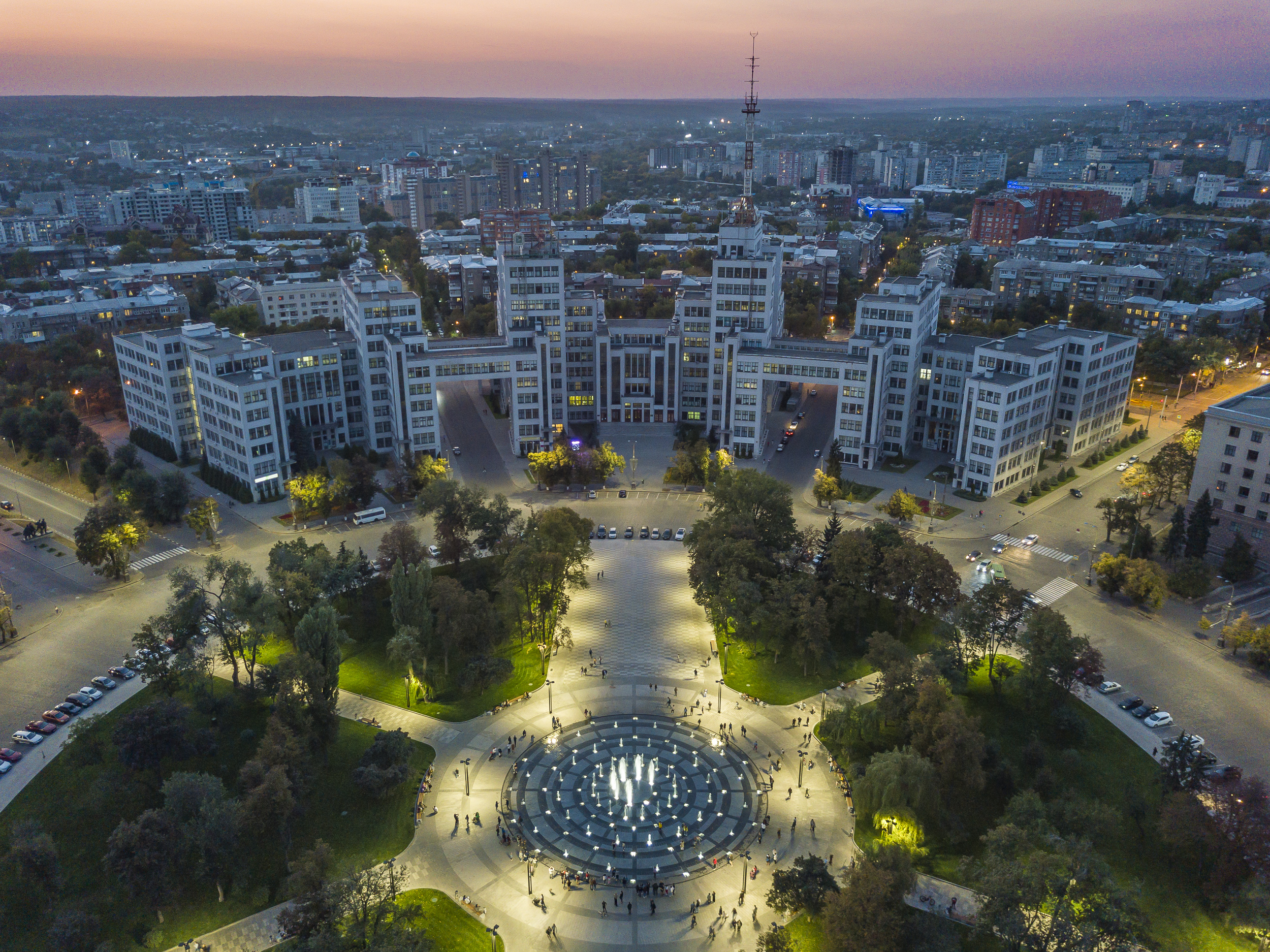
Frihetstorget.
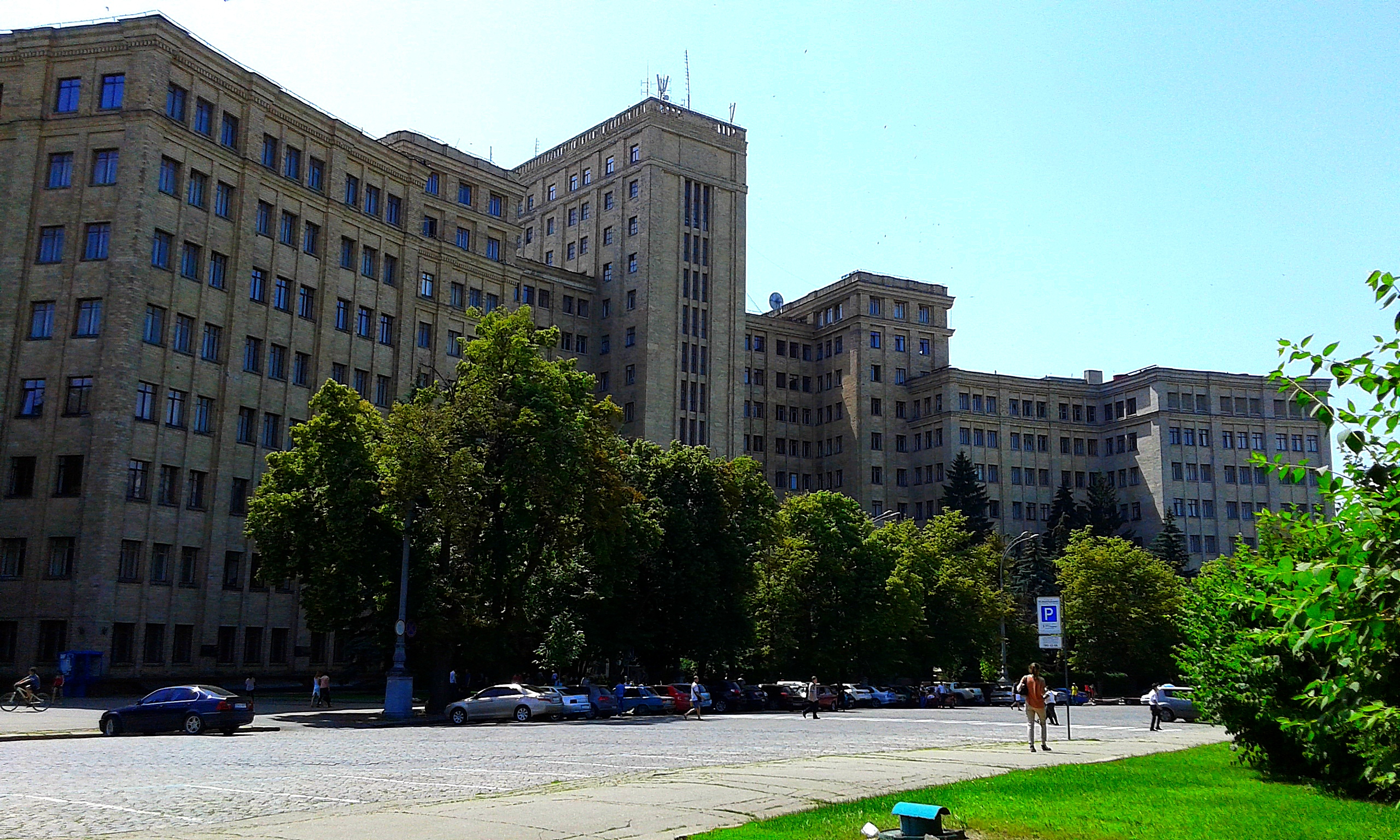
Universitetet i Charkiv.
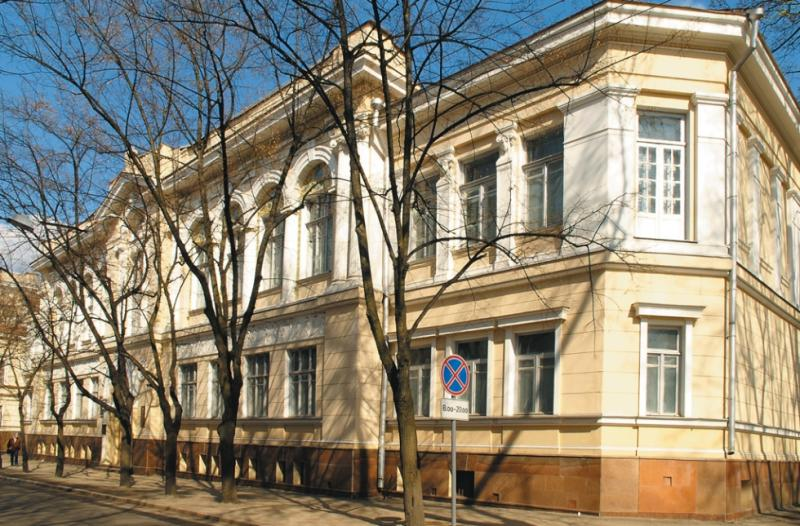
Konstmuseet.
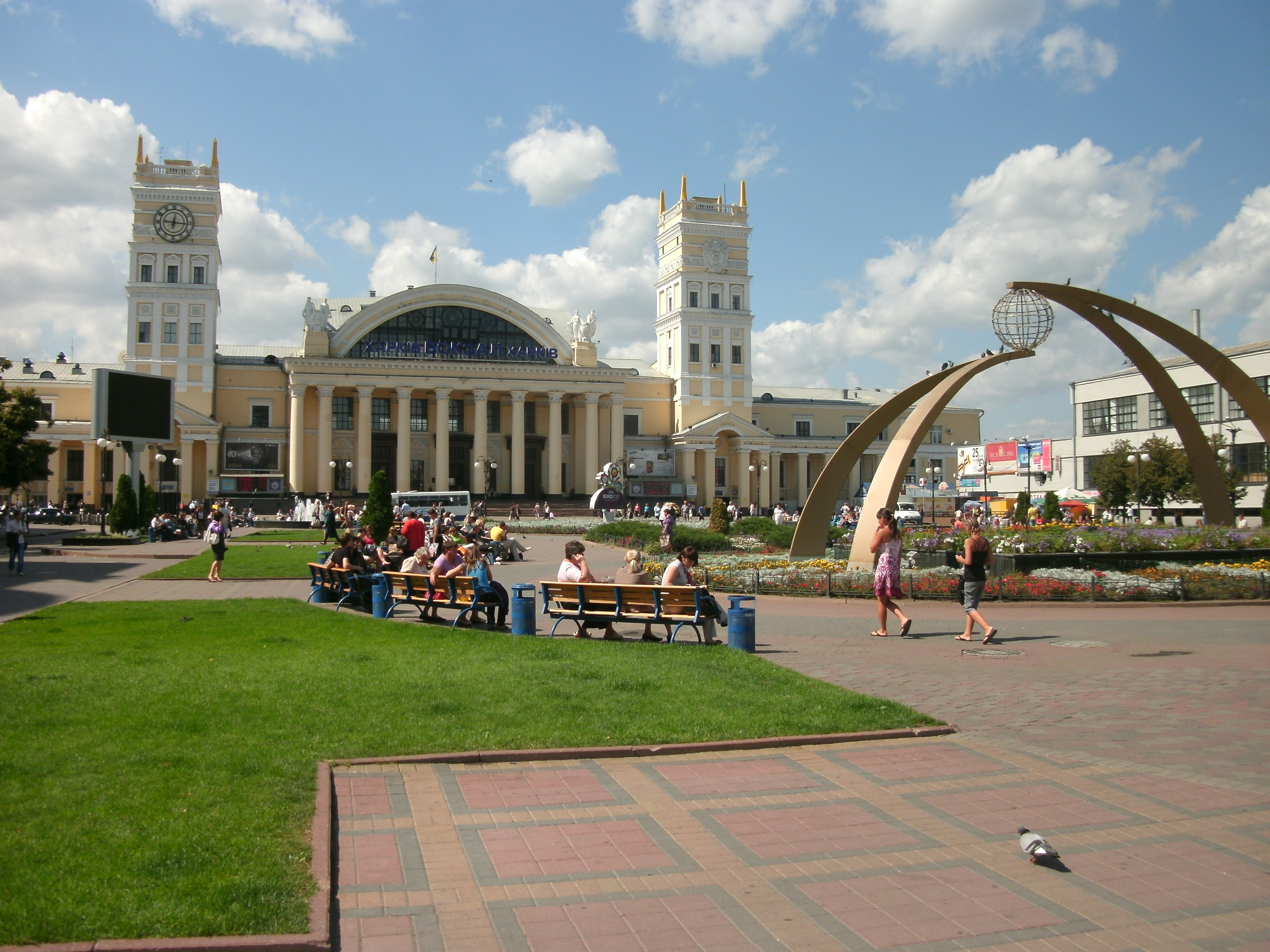
Järnvägsstationen.
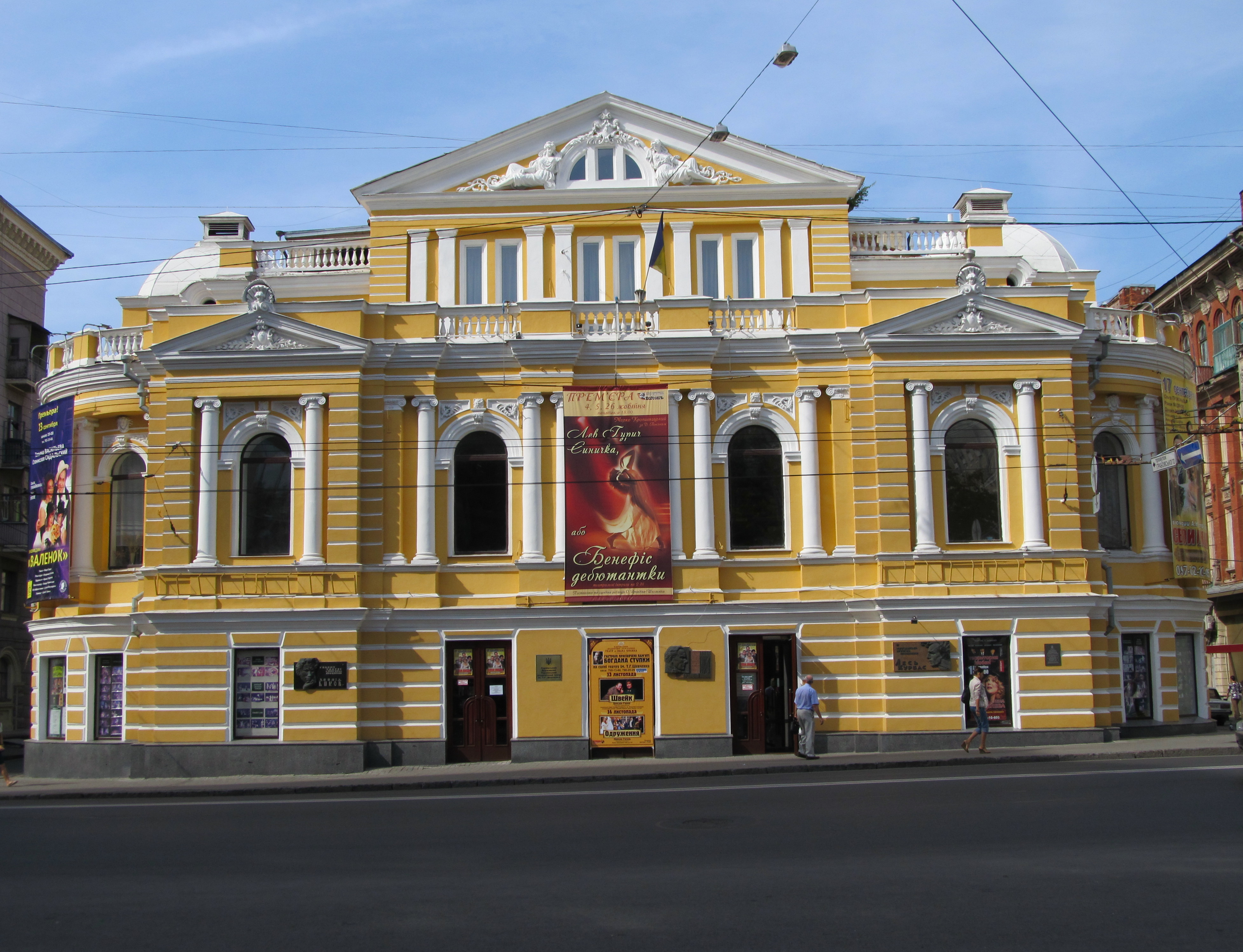
Charkivs ukrainska dramatiska teater.